# Abano Terme
Abano Terme (dawniej Abano Bagni) – miasto w północnych Włoszech, niedaleko Padwy znana już w starożytności ze swych gorących (do 85 °C) źródeł siarczanych. W latach 20. XX wieku 5 700 mieszkańców. W 2018 20 101 mieszkańców.
Z Abano pochodził Pietro d'Abano, średniowieczny lekarz.